# Les Moomins sur la Riviera
Pour plus de détails, voir Fiche technique et Distribution.
Les Moomins sur la Riviera (Muumit Rivieralla) est un film d'animation franco-finlandais de Xavier Picard et Hanna Hemilä sorti en 2014. Il est inspiré d'un des comic strip de Tove Jansson publiés en 1954.
C'est le premier long métrage Moomins réalisé en animation 2D classique à sortir au cinéma en France, les précédents longs métrages ayant été réalisés en stop motion ou sorti directement en vidéo.

## Synopsis
La famille Moomins s'engage dans une aventure par delà les mers et arrive à La Riviera, luxuriante station balnéaire. Très vite, Snorkmaiden s'éprend d'un playboy local, Moomin découvre la douleur de la jalousie, Pappa devient l’ami d’un aristocrate et adopte la particule « De Moomin », et Mamma se désole de voir les siens renier leurs valeurs. D'ordinaire unis et solidaires, les membres de la famille Moomins se déchirent, mettant ainsi en péril leurs relations.

## Fiche technique
Source principale : IMDb sauf référence contraire.
- Titre original : Muumit Rivieralla
- Titre français : Les Moomins sur la Riviera
- Titre anglophone : Moomins on the Riviera
- Réalisation : Xavier Picard
- Scénario : Leslie Stewart, Annina Enckell, Hanna Hemilä et Xavier Picard, d'après les personnages créés par Tove Jansson
- Storyboard : François Vataux, Olivier Schramm et Luca Erbetta
- Décors :  Anita Pétillon et David Dany
- Son : Joonas Jyrälä, Miia Nevalainen et Olli Pärnänen
- Montage : Thomas Belair ;  Rodolphe Ploquin (animatique)
- Musique : Jean de Aguiar, Milla Viljamaa, Panu Aaltio, Timo Lassy, Anna-Karin Korhonen et Louis de Aguiar
- Producteur Déléguée : Hanna Hemilä
- Coproducteur délégué : Xavier Picard
- Producteurs associés : Production : Vesa Harju, Sophia Jansson
- Sociétés de production : Handle Productions et Pictak Cie
- Sociétés de distribution : Gebeka Films (France) ;  Nordisk Film (Finlande, Suède) ; Indie sales (Monde)
- Pays d'origine :  Finlande et  France
- Langue originale : finnois
- Budget : 3,6 millions €[2]
- Format : couleur - 1,85:1
- Durée : 80 minutes
- Dates de sortie[3] : 
  -  Suède : 3 octobre 2014
  -  Finlande : 10 octobre 2014
  -  France : 4 février 2015

## Distribution

### Voix finlandaises
- Kristofer Gummerus : Moomin
- Alma Pöysti : Snorkmaiden
- Maria Sid : Mamma
- Mats Långbacka : Pappa
- Carl-Kristian Rundman : Marquis Mongaga
- Ragni Grönblom : Little My
- Beata Harju : Mymble
- Christoffer Strandberg : Clark
- Irina Björklund : Audrey Glamour
- C. G. Wenzel : Snufkin

### Voix françaises
- Emmanuel Garijo : Moomin
- Céline Ronté : Snorkmaiden
- Anne Plumet : Mamma
- Pascal Casanova : Pappa
- Bernard Alane : Marquis Mongaga
- Dorothée Pousséo : Little My
- David dos Santos : Pimple
- Sébastien Desjours : Clark
- Magali Rosenzweig : Audrey Glamour
- Laurent Morteau : Snufkin
- Zina Khakhoulia : Mymble

Source distribution française : Dossier de presse officiel du film

## Production
Le film fait partie des seize longs-métrages pré-sélectionnés aux Oscars 2016, dans la catégorie Meilleur film d'animation.

## Autour du film
- La sortie scandinave du film a coïncidé avec le centenaire de la naissance de Tove Jansson, créatrice des Moomins[6].
- Bien que le film se veuille respectueux de l’œuvre de Tove Jansson[7], plusieurs personnages absents du comic strip original apparaissent dans le film, dont Little My et Snufkin[8].
- C'est le premier long métrage du réalisateur Xavier Picard, plus connu pour avoir œuvré sur des séries télévisées d'animation (Marcelino, Les Rock'Amis)[9].
- La production du film a commencé en 2010 en France[7].
- La chanson thème de la version japonaise du film est "Eye" de Kaela Kimura[10].
- Dans un entretien avec Screendaily, Sophia Jansson, nièce de la créatrice des Moomins, a laissé entendre que des discussions étaient en cours pour donner naissance à une nouvelle série animée dans la continuité artistique du film[11].
- Quand Pappa discute avec le Marquis Mongaga de la famille enfermée dans un zoo parce que confondue avec des hippopotames, il fait référence à un épisode, Moomin au Zoo, dans la série des années 1990, Les Moomins.